# Nine in the Afternoon
"Nine in the Afternoon" is de eerste single van het tweede album van Panic at the Disco, Pretty. Odd. De video werd opgenomen op 20 en 21 december 2007. De eerste uitvoering van het nummer vond plaats tijdens het Virgin Festival 2007. De radio mix is anders dan de albumversie. De mix hoort geproduceerder aan dan het origineel en is een paar secondes langer. Op het album wordt "Nine in the Afternoon" voorafgegaan door "We're So Starving", dat aan het einde de kenmerkende pianotonen van deze single heeft. Ze synchroniseren als het ware met elkaar.

## Videoclip
Het concept van de videoclip is een reeks nogal bizarre en herkenbare gebeurtenissen met de bandleden. De clip bevat "40 extras total and people will be featured as there are different periods, looks, wardrobe and hair changes". In de clip dragen de bandleden een sjerp met de woorden 'Pretty Odd'. De clip werd geregisseerd door Shane Drake die eerder met de band samenwerkte voor de videoclips van "I Write Sins Not Tragedies" en "But It's Better If You Do". Een korte blik achter de schermen is te zien op de site van MTV. De videoclip is 10 februari 2008 in première gegaan op de MTV website.

## Tracklist

### Download
1. "Nine in the Afternoon" (Radio Mix)

### Cd-single
1. "Nine in the Afternoon" (Radio Mix)
2. "Behind the Sea" (Alternate Version)
3. "Do You Know What I'm Seeing?" (Alternate Version)

### VK cd-single
1. "Nine in the Afternoon" (Album Version)

### VK 7" single Part 1
1. "Nine in the Afternoon" (Album Version)
2. "Do You Know What I'm Seeing?" (Alternate Version)

### VK 7" single Part 2
1. "Nine in the Afternoon" (Album Version)
2. "Behind the Sea" (Alternate Version)